# Anexarea Texasului

Harta Republicii Texas, 1836 — 1845, cu teritoriile revendicate de aceasta

Anexarea Texasului din 1845 reprezintă anexarea Republicii Texas de către Statele Unite ale Americii ca al douăzeci și optulea stat component. Acest act rapid a dus la Războiul mexican (1846-1848), în care SUA a capturat teritoriu suplimentar (cunoscut sub numele de Cesiune mexicană din 1848) prelungind achizițiile teritoriale din secolul al XIX-lea din Mexic până la Oceanul Pacific. În continuare Texas a revendicat, dar niciodată nu a controlat efectiv, partea de vest a acestui teritoriu nou, care cuprindea părți din Colorado, Kansas, New Mexico, Oklahoma și Wyoming. Acest lucru a creat o dispută continuă între Texas, guvernul federal și New Mexico care s-a rezolvat prin Compromisul din 1850, atunci când aceste terenuri au devenit părți ale altor teritorii ale Statelor Unite în schimbul asigurării de către guvernul federal SUA a 10 milioane dolari pentru Republica Texas (în vederea ștergerii datoriilor).